# Raubschnecke

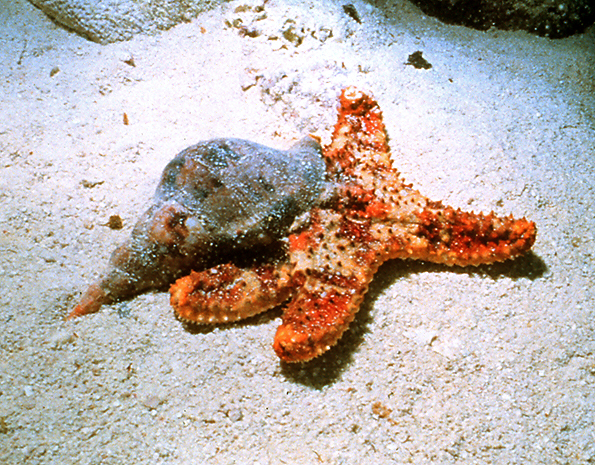
Eine Atlantische Tritonschnecke (Charonia variegata) frisst an einem Seestern

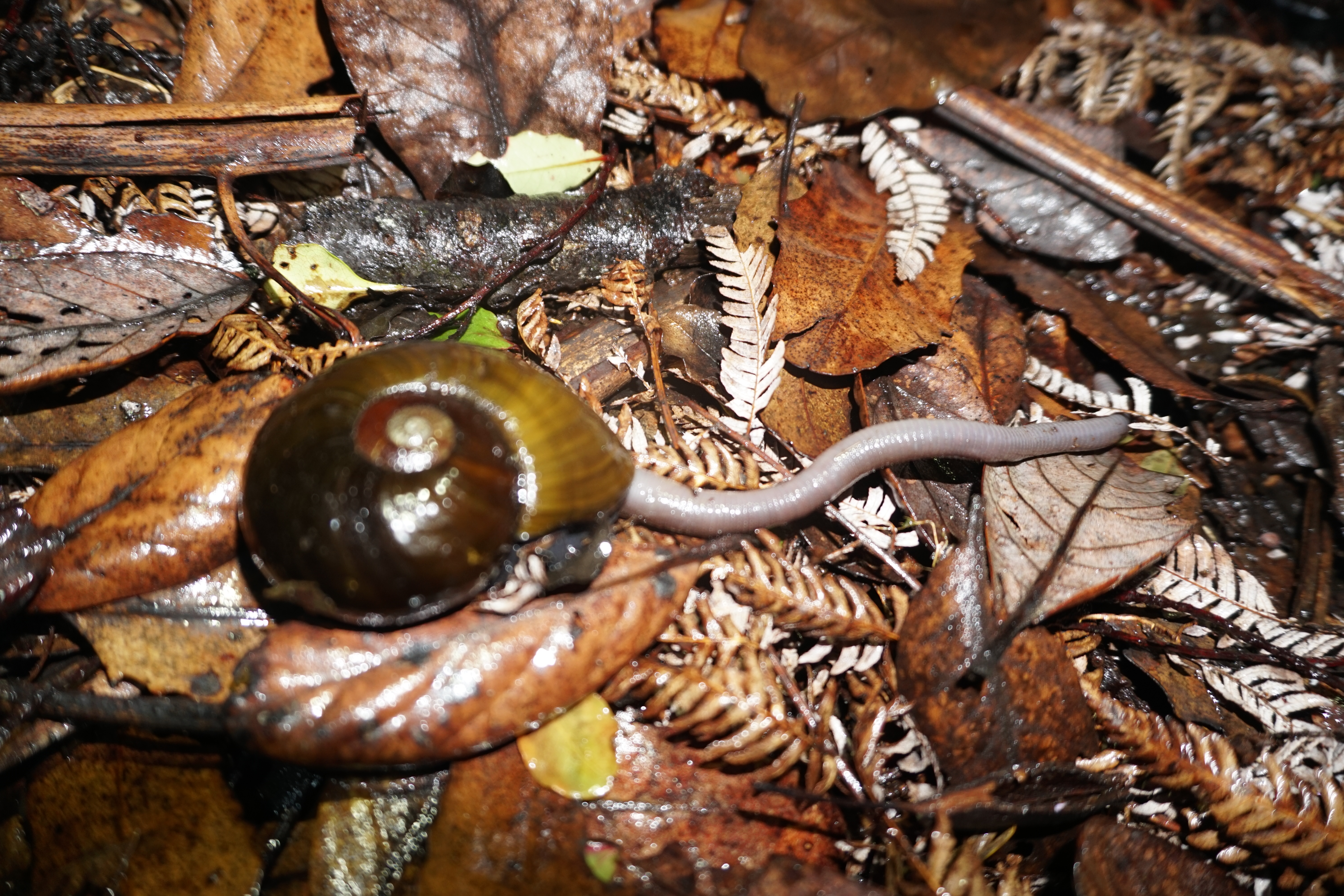
Paryphanta busbyi frisst einen Regenwurm (Waipoua Forest, Neuseeland)

Als Raubschnecken werden Schneckenarten bezeichnet, die als Fleischfresser andere Tiere erbeuten. Der Begriff im Deutschen ist ungenau, da er sich sowohl auf bestimmte Schneckenarten als auch auf die ökologische Gruppe der fleischfressenden Schnecken insgesamt beziehen kann. Zu diesen gehören insbesondere marine Arten.

## Als Raubschnecken bezeichnete Taxa
In der Literatur – besonders der populärwissenschaftlichen – bezieht sich der Name auf bekanntere Landschneckenarten wie den Tigerschnegel (Limax maximus), Schnecken der Gattung Daudebardia wie die Rötliche Raubschnecke (Daudebardia rufa) und die Kurzfüßige Raubschnecke (Daudebardia brevipes), die beide zu den Daudebardiidae gehören, aber auch die Braune Rucksackschnecke (Testacella maugei) aus der Familie Testacellidae. Fechter und Falkner verwenden den Begriff für die Familie Oleacinidae.
In der Aquaristik wird heutzutage unter „Raubschnecke“ meist die Raubturmdeckelschnecke (Clea helena) aus der Familie Buccinidae verstanden. In der wissenschaftlichen Literatur wird der Begriff „Raubschnecke“ jedoch meist für die ökologische Gruppe verwendet, so beispielsweise die marinen Mondschnecken (Naticidae).

## Beutespektrum

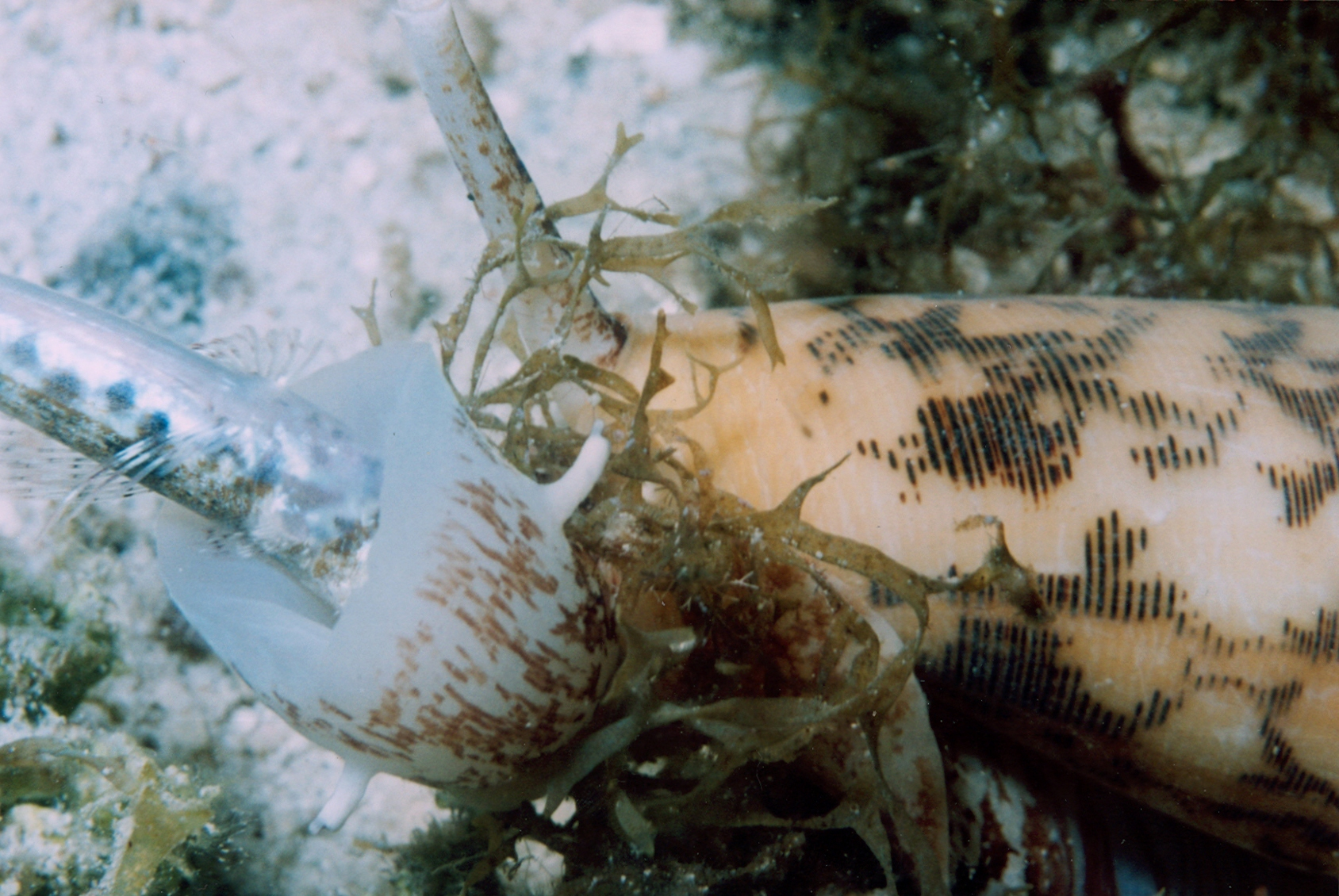
Streifen-Kegelschnecke (Conus striatus oder Pionoconus striatus) beim Verzehren eines Fisches, bei Guam.

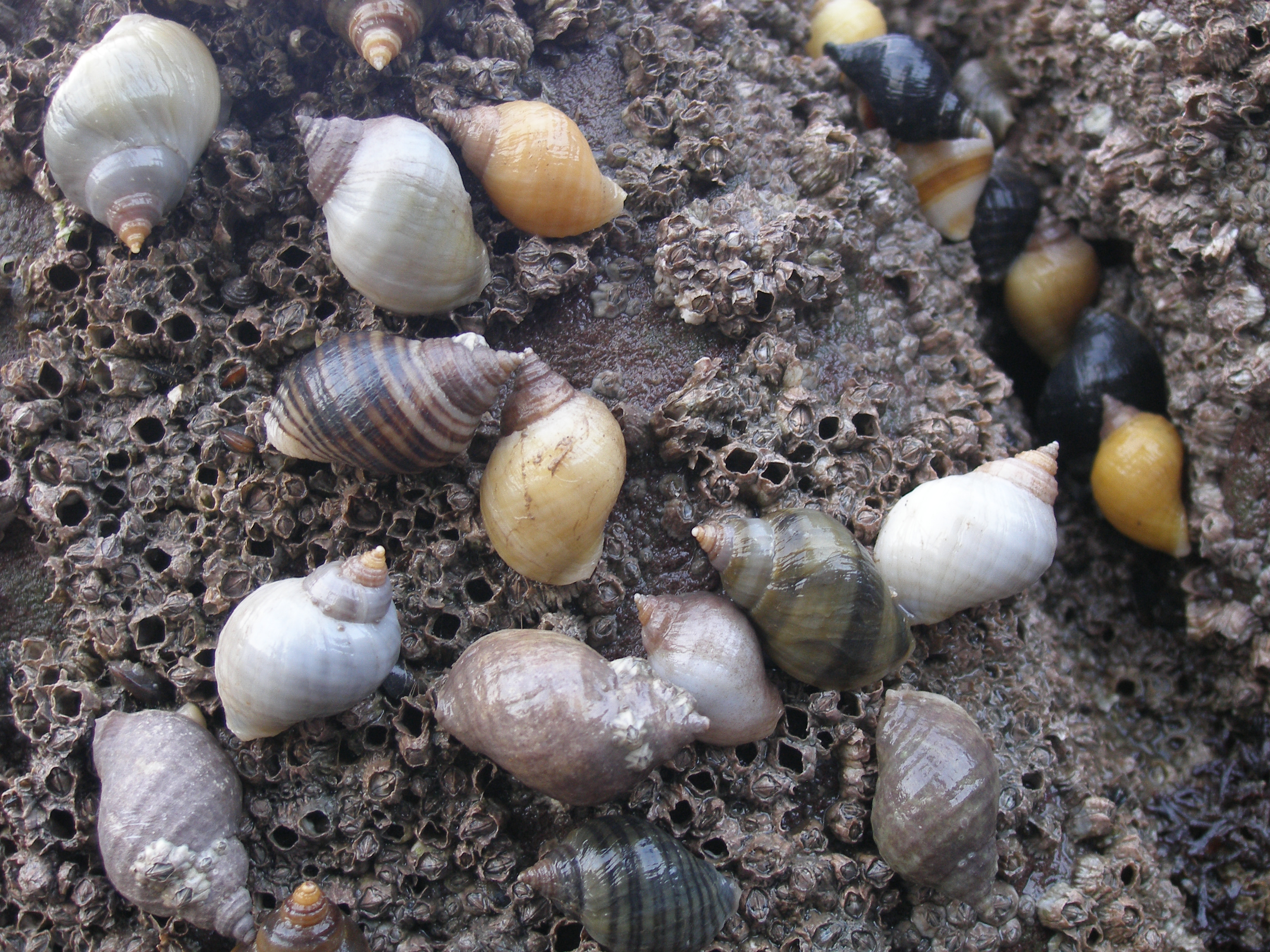
Nordische Purpurschnecken fressen Seepocken, indem sie ein Loch in deren Schale bohren

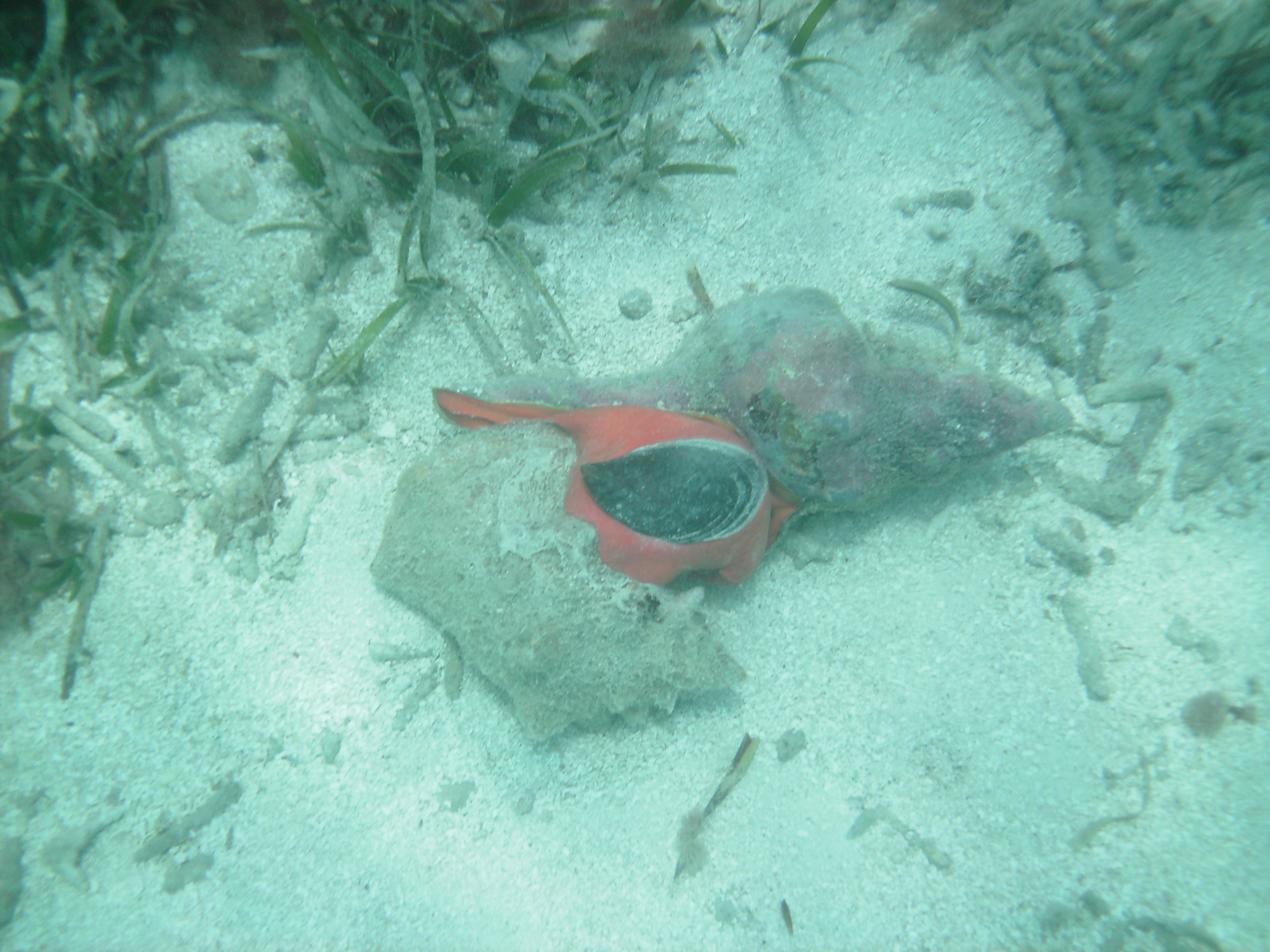
Triplofusus giganteus (Familie Fasciolariidae) öffnet die Schale seiner Beute – hier eine Große Fechterschnecke –, indem er mit seinem Fuß großen Druck auf das Operculum ausübt. Dry-Tortugas-Nationalpark, Florida, Juni 2010.

Da sich Schnecken langsam fortbewegen, sind die Beutetiere räuberischer Schnecken in der Regel ebenfalls langsam oder sessil. Dies sind bei Landschnecken meist Ringelwürmer (Regenwürmer, Enchyträen) oder Schnecken, bei einer Art (Rectartemon depressus) auch Plattwürmer. Bei Meeresschnecken sind es häufig Nesseltiere, Moostierchen, Schwämme, Seescheiden, Vielborster, Muscheln, Schnecken, Rankenfußkrebse oder auch Stachelhäuter. Eine Ausnahme bilden einige Kegelschneckenarten, die mit ihren Giftharpunen Fische fangen können, während die Stachelschneckenart Drupa ricinus dies ohne Gift tut. Manche Schneckenarten, darunter die Atlantische Tritonschnecke und die Australische Mondschnecke, erbeuten auch Zehnfußkrebse; für die Harfenschnecken bilden sie die Hauptnahrung.

## Anpassungen
Fleischfressende Schneckenarten haben im Vergleich zu Pflanzenfressern in der Regel einen wesentlich größeren Mundbereich (buccale Masse) mit Schlund und Speicheldrüsen. Die Zähne der Radula sind meist scharf und spitz, um die Beute festzuhalten und Fleischteile aus ihr herauszuschneiden. Es gibt aber auch Spezialisten wie die Kegelschnecken und andere Conoidea (Pfeilzüngler oder Giftzüngler), bei denen Radulazähne als „Harpunenspitzen“ ausgebildet sind, die mit einer Giftdrüse in Verbindung stehen.
Nesseltierfressende Schnecken scheiden einen Schleim ab, damit die Nesselkapseln der Beute nicht explodieren. Die Fadenschnecken verdauen diese nicht, sondern lagern sie über Fortsätze ihrer Mitteldarmdrüse in ihre Rückenfortsätze ein und verwenden diese als Kleptocniden zu Abwehr von Feinden.
Sowohl Mondschnecken (Naticidae) als auch viele Stachelschnecken (Muricidae) sind in der Lage, in die Schale ihrer Beute – Schnecken, Muscheln oder Rankenfußkrebse – mithilfe ihrer Radula ein Loch zu bohren und so an das Fleisch der Beute zu gelangen. Schneckenarten aus beiden – nicht nahe miteinander verwandten – Familien haben eine besondere Drüse, das Akzessorische Bohrorgan (ABO). Während bei den Stachelschnecken die Absonderungen des ABO der Auflösung des Kalks dienen, hat das ABO der Mondschnecken wahrscheinlich nur eine sensorische Funktion, und das Loch wird rein mechanisch mithilfe der Radula gebohrt. Bohrlöcher in den leergefressenen Schalen lassen sich daran erkennen, dass sie bei Mondschnecken konisch und bei Stachelschnecken zylindrisch sind. Schnecken der Überfamilie Cassoidea (Helmschnecken, Tonnenschnecken und Tritonshörner) lösen dagegen die Schale ihrer Beute – meist Stachelhäuter – mithilfe von Schwefelsäure oder Asparaginsäure als Ganzes oder an einer Stelle auf. Räuberische Landlungenschnecken der Gattung Poiretia tun dies in ähnlicher Weise mit dem Gehäuse erbeuteter Schnecken.

## Schneckentaxa mit überwiegend fleischfressenden Arten (Auswahl)
Landlungenschnecken (Stylommatophora)
- Daudebardien (Daudebardiidae)
- Rucksackschnecken (Testacellidae)
- Oleacinidae
- Spiraxidae
- Streptaxidae
- Rhytididae

Hinterkiemer (Opisthobranchia)
- Sternschnecken (Doridoidea)
- Fadenschnecken (Aeolidioidea)
- Bäumchenschnecken (Dendronotoidea)

Sorbeoconcha
- Stachelschnecken (Muricidae)
- Turbinellidae
- Fasciolariidae
- Hornschnecken (Buccinidae)
- Harfenschnecken (Harpidae)
- Olivenschnecken (Olividae)
- Walzenschnecken (Volutidae)
- Kegelschnecken (Conidae)
- Mondschnecken (Muricidae)
- Tritonschnecken (Ranellidae)
- Helmschnecken (Cassidae)
- Tonnenschnecken (Tonnidae)
- Wendeltreppenschnecken (Epitoniidae)
- Floßschnecken (Janthinidae)